# Neopalame atromaculata
Neopalame atromaculata là một loài bọ cánh cứng trong họ Cerambycidae.